# Valentin Miculescu
Valentin Miculescu (Temesvár, 1975. szeptember 4. –) román labdarúgó. Romániában több csapatban is megfordult, mire 2002-ben Magyarországra került. Békéscsabán alapembernek számított, és fontos gólokat szerzett, amik meccseket döntöttek el. Magyarországi pályafutása után visszatért romániába, de már nem ment neki annyira a játék, így alacsonyabb osztályú együttesekben futballozott. Jelenleg az FCM Reșița játékosa.